# JOIN
JOIN je syntaktická konstrukce jazyka SQL. Slouží ke spojování výsledku dotazu SELECT ze dvou vstupních množin (typicky tabulek relační databáze).

## Použití
```
SELECT
 
seznam_sloupců
 
FROM
 
tabulka1

[
CROSS
|
INNER
|
NATURAL
|
LEFT
|
RIGHT
|
[
FULL
 
]
OUTER
]
 
JOIN
 
tabulka2
 
ON
 
podmínka

[
WHERE
 
podmínka
]
 
[
ORDER
 
BY
 
sloupce
]
 
[
LIMIT
 
počet_záznamů
];

```

Jako podmínka se typicky uvádí, které sloupce z obou tabulek se v tomto dotazu mají shodovat. Například příkaz:
```
SELECT
 
produkty
.
id
,
 
produkty
.
nazev
,
 
dodavatele
.
nazev
 
FROM
 
produkty

LEFT
 
JOIN
 
dodavatele
 
ON
 
produkty
.
dodavatel_id
 
=
 
dodavatele
.
id

WHERE
 
cena
 
>
 
10000
 
ORDER
 
BY
 
cena
 
DESC
;

```

…vypíše (dejme tomu v databázi s produkty, na které je napojena tabulka dodavatelů) produkty s jejich id, názvem a názvem dodavatele. Všimněte si, že zatímco sloupec cena není uveden s prefixem tabulky, sloupce id a nazev jsou (a musejí být). Pokud by nebyly, databázový engine by nedokázat rozlišit, id nebo nazev které tabulky chceme vypsat, a nejspíš by vypsal chybovou hlášku „Column 'id' in field list is ambiguous“ nebo obdobnou.

## Varianty spojování tabulek
Spojování tabulek může být:
- křížové (CROSS JOIN)
- vnitřní (INNER JOIN)
- přirozené (NATURAL JOIN)
- vnější (OUTER JOIN)
  - úplné vnější (FULL OUTER JOIN)
  - částečné vnější
    - „zleva“ (LEFT JOIN)
    - „zprava“ (RIGHT JOIN)

## JOIN dle standardu SQL89
Podle standard SQL89 se spojované množiny zapisují v příkazu SELECT jako čárkami oddělený seznam klauzule FROM. Podmínky určující spojení množin se zapisují mezi filtrační podmínky v části WHERE. Takto lze specifikovat pouze spojování křížové a vnitřní.

## JOIN dle standardu SQL92
Podle standardu SQL92 je spojovací podmínka nedílnou součástí klauzule FROM příkazu SELECT. Tento způsob zápisu zavádí kromě křížového a vnitřního spojování i přirozené a vnější.

### Křížové spojování
Výsledkem křížového spojování (CROSS JOIN) je kartézský součin vstupních množin. Výsledná množina je většinou velmi rozsáhlá. Ekvivalentem křížového spojování je vnitřní spojování s podmínkou, která je platná pro všechny řádky vstupních množin.
Příklad
Výstupní množina pro uvedené zápisy je shodná.
```
SELECT
 
a
.
col1
,
 
a
.
col2
,
 
b
.
col1
,
 
b
.
col2

FROM
 
tab1
 
a
,
 
tab2
 
b
;

SELECT
 
a
.
col1
,
 
a
.
col2
,
 
b
.
col1
,
 
b
.
col2

FROM
 
tab1
 
a
 
CROSS
 
JOIN
 
tab2
 
b
;

SELECT
 
a
.
col1
,
 
a
.
col2
,
 
b
.
col1
,
 
b
.
col2

FROM
 
tab1
 
a
 
INNER
 
JOIN
 
tab2
 
b
 
ON
 
1
 
=
 
1

```

### Vnitřní spojování
Vnitřní spojování (INNER JOIN) je v praxi nejčastěji používaným způsobem spojování vstupních množin. Je to křížové spojování omezené na výstupu o řádky nevyhovující spojovací podmínce. Typicky je podmínka definovaná jako rovnost primárního klíče a cizího klíče.
Příklad
Výstupní množina pro uvedené zápisy je shodná.
```
SELECT
 
a
.
col1
,
 
a
.
col2
,
 
b
.
col1
,
 
b
.
col2

FROM
 
tab1
 
a
,
 
tab2
 
b
 
WHERE
 
a
.
col1
 
=
 
b
.
col1
;

SELECT
 
a
.
col1
,
 
a
.
col2
,
 
b
.
col1
,
 
b
.
col2

FROM
 
tab1
 
a
 
INNER
 
JOIN
 
tab2
 
b
 
ON
 
a
.
col1
 
=
 
b
.
col1
;

```

Spojení přes více polí
```
SELECT
 
a
.
col1
,
 
a
.
col2
,
 
a
.
col3
,
 
a
.
col4
,
 
b
.
col1
,
 
b
.
col2
,
 
b
.
col3
,
 
b
.
col4

FROM
 
tab1
 
a
 
INNER
 
JOIN
 
tab2
 
b
 
ON
 
(
a
.
col1
 
=
 
b
.
col1
 
AND
 
a
.
col2
 
=
 
b
.
col2
 
AND
 
a
.
col3
 
=
 
b
.
col3
);

```

### Přirozené spojování
Přirozené spojování (NATURAL JOIN) je zvláštním případem vnitřního spojování, kde je spojovací podmínka realizována automaticky dle přítomnosti referenčních vazeb nebo shodnosti názvů sloupců a datových typů ve spojovaných tabulkách. Pro možnou nejednoznačnost není tento typ často používán, ani v databázových strojích nebývá implementován.
Příklad
```
SELECT
 
a
.
col1
,
 
a
.
col2
,
 
b
.
col1
,
 
b
.
col2

FROM
 
tab1
 
a
 
NATURAL
 
JOIN
 
tab2
 
b

```

### Vnější spojování
Vnější spojování (OUTER JOIN) generuje výstupní množinu omezenou o spojovací podmínky podobně jako vnitřní spojování, pokud však není nalezen vhodný řádek v druhé množině, je nenalezený řádek nahrazen hodnotami NULL. Dle typu vnějšího spojení mohou být doplňovány řádky z jedné nebo obou vstupních množin. Výsledkem vnějšího spojování jsou řádky naplněné hodnotami ze vstupních množin i částečně.

#### Úplné vnější spojování
Úplné vnější spojování (FULL OUTER JOIN) doplňuje NULL hodnoty do obou vstupních množin.
Příklad
```
SELECT
 
a
.
col1
,
 
a
.
col2
,
 
b
.
col1
,
 
b
.
col2

FROM
 
tab1
 
a
 
FULL
 
OUTER
 
JOIN
 
tab2
 
b
 
on
 
a
.
col1
 
=
 
b
.
col1

```

#### Částečné vnější spojování
Pro částečné vnější spojování jsou definována klíčová slova LEFT a RIGHT, která definují, která vstupní množina má zahrnuté všechny řádky v množině výstupní, tj. která vstupní množina není doplňována o NULL hodnoty.
Příklad
```
SELECT
 
a
.
col1
,
 
a
.
col2
,
 
b
.
col1
,
 
b
.
col2

FROM
 
tab1
 
a
 
LEFT
 
OUTER
 
JOIN
 
tab2
 
b
 
ON
 
a
.
col1
 
=
 
b
.
col1

SELECT
 
a
.
col1
,
 
a
.
col2
,
 
b
.
col1
,
 
b
.
col2

FROM
 
tab1
 
a
 
RIGHT
 
OUTER
 
JOIN
 
tab2
 
b
 
ON
 
a
.
col1
 
=
 
b
.
col1

```

V dialektu jazyka SQL, který používá systém Oracle byla do verze 8 syntaxe těchto spojení trochu jiná (od verze 9 lze užívat i výše uvedených standardních konstrukcí):
```
SELECT
 
a
.
col1
,
 
a
.
col2
,
 
b
.
col1
,
 
b
.
col2

FROM
 
tab1
 
a
,
 
tab2
 
b
 
where
 
a
.
col1
 
=
 
b
.
col1
 
(
+
)

SELECT
 
a
.
col1
,
 
a
.
col2
,
 
b
.
col1
,
 
b
.
col2

FROM
 
tab1
 
a
,
 
tab2
 
b
 
where
 
a
.
col1
 
(
+
)
 
=
 
b
.
col1

```

## Další vlastnosti

### Spojování více než dvou tabulek
SQL umožňuje spojení pomocí JOIN pro teoreticky libovolné množství tabulek. Syntaxe je následující:
```
SELECT
 
sloupce
 
FROM
 
((((
tabulka1
 
[
INNER
|
LEFT
|
OUTER
|
...]
 
JOIN
 
tabulka2
 
ON
 
sloupectabulky1
=
sloupectabulky2
)

[
INNER
|
LEFT
|
OUTER
|
...]
 
JOIN
 
tabulka3
 
ON
 
sloupectabulky1nebo2
 
=
 
sloupectabulky3
)

[
INNER
|
LEFT
|
OUTER
|
...]
 
JOIN
 
tabulka4
 
ON
 
sloupectabulky1nebo2nebo3
 
=
 
sloupectabulky4
)

[
INNER
|
LEFT
|
OUTER
|
...]
 
JOIN
 
tabulka5
 
ON
 
sloupectabulky1nebo2nebo3nebo4
 
=
 
sloupectabulky5
)

...;

```

Pro některé databázové systémy nejsou závorky ve výše uvedeném příkladu povinné.

### JOINaNULL
NULL má v prostředí databází speciální místo. Někdy bývá považován za synonymum prázdné nebo „nulové hodnoty“, to je však častá chyba, protože ve skutečnosti bychom o NULL měli přemýšlet jako o „neurčité hodnotě“, s tím, že platí: NULL ≠ NULL (neurčitá hodnota ≠ neurčitá hodnota).
```
SELECT
 
sloupce
 
FROM
 
tabulka1
 
LEFT
 
JOIN
 
tabulka2
 
ON
 
tabulka1
.
sloupec
=
tabulka2
.
sloupec
;

SELECT
 
sloupce
 
FROM
 
tabulka1
 
INNER
 
JOIN
 
tabulka2
 
ON
 
tabulka1
.
sloupec
=
tabulka2
.
sloupec
;

```

Pro výše uvedený příklad se řádky, kde tabulka2.sloupec je NULL…
- pro spojení LEFT JOIN zobrazí.
- pro spojení INNER JOIN nezobrazí.

Řádky, kde tabulka1.sloupec je NULL, se nezobrazí v žádném z případů. Dokonce ani při FULL OUTER JOINu: Podobně jako v dílčích tabulkách nejsou obsaženy řádky složené pouze z hodnot NULL (za předpokladu zavedeného primárního klíče), ani jejich FULL JOINem žádné takové NULLxNULL nevzniknou. Aby se řádek najoinoval, musel by nejdříve existovat, aby s ním pak mohlo být takto manipulováno.